# Kuljače Dapkovići
Kuljače Dapkovići (cyr. Куљаче Дапковићи) – wieś w Czarnogórze, w gminie Budva. W 2011 roku liczyła 12 mieszkańców.